# Gradius (jeu vidéo)
 (août 2017).
Si vous disposez d'ouvrages ou d'articles de référence ou si vous connaissez des sites web de qualité traitant du thème abordé ici, merci de compléter l'article en donnant les références utiles à sa vérifiabilité et en les liant à la section « Notes et références ».
Pour les articles homonymes, voir Némésis (homonymie).
Gradius (グラディウス, Guradiusu), parfois appelé Nemesis en occident, notamment sur MSX et Game Boy, est un jeu vidéo de type shoot 'em up développé et édité par Konami en 1985 sur borne d’arcade.
Il s’agit du premier épisode de la série Gradius, une des séries les plus prolifiques du genre.

## Système de jeu
Gradius est un shoot 'em up à défilement horizontal. Aux commandes du vaisseau Vic-Viper, le joueur doit traverser sept niveaux de jeu variés, sanctionnés par un boss.
Gradius a été influencé par quelques jeux : Scramble (1981), édité par Konami, considéré parfois comme l’épisode 0 de la série, Vanguard de SNK, et Super Cobra, également de Konami, où l'on retrouve le concept de déplacement d'un aéronef dans des grottes.
La borne d’arcade se distingue en proposant deux boutons de tir (un pour le tir frontal principal, un autre pour les missiles air-sol) et un autre pour la validation des power-up. Repris à Scramble, ce système à deux boutons de tir est peu pratique et il sera abandonné dans les épisodes suivants.
Le concept d’armement évolutif, déjà apparu en bribe dans quelques autres jeux, notamment 1942 (Capcom, 1984), est repris et développé dans Gradius. Il s’agit donc de ramasser les fameuses capsules de power-up laissées par les ennemis détruits, dans le but d’upgrader les capacités du vaisseau. Six types de power-up peuvent être attribués au Vic-Viper.
Deux attributs :
- le speed-up, qui permet d’augmenter la vitesse de déplacement du vaisseau.
- le shield, qui apporte une invincibilité temporaire.

Quatre armes complémentaires :
- le missile, des missiles qui survolent le sol.
- le double, qui ajoute au tir frontal par défaut des tirs complémentaires orientés vers le haut.
- le laser, un puissant rayon horizontal. Il ne peut pas être cumulé avec le double.
- l’option, une sphère indestructible qui se comporte comme un clone du vaisseau en suivant sa trajectoire et en reproduisant ses tirs. Il décuple la puissance de feu mais sert aussi de bouclier contre les ennemis et leurs tirs. Jusqu’à quatre options peuvent être attribués au vaisseau. Il s’agit-là d’une innovation importante qui sera reprise dans beaucoup d’autres jeux du genre.

L’autre grande originalité de Gradius vient de son système d’attribution des power-up avec, en bas de l’écran, l’apparition d’un « compteur » à six paliers. Chaque palier correspond à un type de power up ; ils sont classés par ordre d’importance croissant : speed-up, missile, double, laser, option et shield. Au lieu de récupérer des power-up prédéterminées, les développeurs ont opté pour des capsules vides qui activent l’un après l’autre les attributs du compteur : le choix est laissé au joueur de sélectionner l’attribut disponible ou d’attendre de ramasser une autre capsule pour passer au suivant. Évidemment il est impossible de revenir à un palier précédent et valider un power-up implique de retourner ensuite au premier palier, etc. Ce système ingénieux comprend donc une dimension stratégique et le joueur est souvent tiraillé entre des intérêts différents.

## Adaptation

« Nemesis », version occidentale du logo de la série « Gradius », sur l'écran des options de jeu (version sur MSX).

Le jeu fut porté pour la première fois sur MSX, la machine de prédilection de Konami à l’époque.
Gradius a été adapté sur PC-88 et NES en 1986 au Japon. Cette dernière version est sortie début 1989 en France. Il s’agit alors du premier jeu du genre sur la console. C'est à l'occasion du test du portage sur NES qu'a été utilisé pour la première fois le Konami Code, qui donne ici la majorité des power up - tous sauf speed-up, laser et double.
En occident, le jeu a été édité sur Amstrad CPC et Commodore 64 en 1986 et sur ZX Spectrum en 1987. En Europe, le jeu a été rebaptisé Nemesis (Nemesis: The Final Challenge sur ZX Spectrum). La version Commodore 64 a été programmée par Simon Pick.
Au Japon, le jeu a également vu le jour sur Sharp X68000 en 1987 et sur PC-Engine en 1991.

## Autres rééditions
- 1996 - PlayStation, Saturn, Windows dans la compilation Gradius Deluxe Pack [1] ;
- 2006 - PSP dans la compilation Gradius Collection ;
- 2006 - Wii CV (réédition version NES, PC-Engine) ;
- 2012 - 3DS CV (réédition version NES, PC-Engine) ;
- 2013 - Wii U CV (réédition version NES, PC-Engine) ;
- 2013 - Windows Store (réédition version PC-Engine) ;
- 2014 - Project Egg (réédition version PC-Engine) ;
- 2015 - PlayStation 4 (réédition version Arcade).

## Postérité
Le jeu est l'une des entrées de l'ouvrage Les 1001 jeux vidéo auxquels il faut avoir joué dans sa vie.